# Fusae Ōta
Pour les articles homonymes, voir Ota.
Fusae Ōta (太田 房江, Ōta Fusae), née le 26 juin 1951 à Kure, est une femme politique japonaise, et la première femme à occuper le poste de gouverneur de préfecture au Japon, en l'occurrence celui de la préfecture d'Osaka. 
Membre du Parti libéral-démocrate, elle siège à la Chambre des conseillers du Japon. Elle fait aussi partie de plusieurs gouvernement japonais, comme le gouvernement Abe III en 2016 ou le gouvernement Kishida I en 2022, au poste de vice-ministre de l'Économie, du Commerce et de l'Industrie.

## Jeunesse, études et carrière pré-électorale
Ōta naît le 26 juin 1951 à Kure, dans la préfecture de Hiroshima. Fille d'un employé des chemins de fer japonais, elle effectue ses études supérieures au département d'Économie de l'université de Tokyo, dont elle ressort diplômée en 1975. Elle entame une carrière de bureaucrate au ministère du Commerce international et de l'Industrie (en). Elle le quitte en 1997 quand elle devient vice-gouverneure de la préfecture d'Okayama, mais retourne au ministère en 1999.

## Carrière électorale

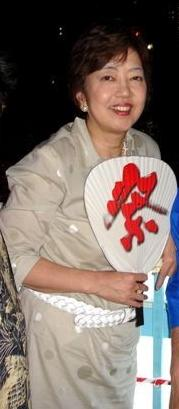
Ōta en 2006, lors d'un festival à Osaka.

À la suite du procès médiatisé pour cause de harcèlement sexuel et à la démission du gouverneur d'Osaka Knock Yokoyama en 2000, Ōta décide de se porter candidate pour faire entendre la voix des femmes,. Elle bénéficie du fort sentiment anti-homme et anti-populiste des votants d'Osaka à ce moment, et capitalise sur son expérience en tant que bureaucrate du ministère de l'Industrie pour faire campagne sur une revitalisation de la région, très touchée par la crise. Elle est élue gouverneure de la préfecture d'Osaka la même année, avec le soutien du Parti libéral-démocrate, et devient par la même occasion la première femme de l'histoire du Japon à devenir gouverneure d'une préfecture. Elle est réélue en 2004, et passe huit ans à la tête de la préfecture, avant d'être remplacée par Tōru Hashimoto.
Ōta se présente ensuite aux élections à la Chambre des conseillers du Japon de 2013, cette fois directement sous l'investiture du PLD. Elle se présente sous la représentation proportionnelle nationale. Elle est réélue lors des élections à la Chambre des conseillers du Japon de 2019, cette fois dans la circonscription électorale d'Osaka. Pendant son mandat, elle œuvre pour que l'exposition universelle de 2025 ait lieu à Osaka, ce qui est finalement décidé en 2018.
Ōta occupe également plusieurs positions gouvernementales à partir de 2015, notamment au poste de secrétaire parlementaire chargée de la Santé, du Travail et des Affaires sociales dans le gouvernement Abe III, mais également au poste de vice-ministre de l'Économie, du Commerce et de l'Industrie dans le gouvernement Kishida I en 2022.
Ōta annonce ne pas être candidate à sa succession lors des élections à la Chambre des conseilleurs de 2025 en raison de problèmes de santé. Elle met ainsi un terme à sa carrière politique.

## Prises de position
Comme plusieurs personnalités du PLD et du gouvernement Abe, elle est associée au lobby révisionniste Nippon Kaigi. 
Contrairement à la plupart des membres du PLD, elle ne souhaite pas modifier la constitution japonaise, insistant sur le fait que le Japon soit et reste une nation de paix. Elle fait néanmoins la promotion des Abenomics, politique économique japonaise promue par le Premier ministre Shinzō Abe, qu'elle soutient. Elle estime également que l'énergie nucléaire est nécessaire à la contribution énergétique japonaise pour le moment, même si l'armement nucléaire ne devrait pas être envisagé. 
Ōta est également favorable au développement d'une politique énergétique, développant une politique visant à promouvoir l'utilisation de panneaux solaires. Ses différentes expériences dans des gouvernements régionaux poussent Ōta à militer pour l'importance des politiques de revitalisation régionale.  
Ōta est également favorable à la mise en place d'une politique de quotas, pour favoriser l'accession aux femmes à des postes plus importants dans la vie politique et professionnelle japonaise. Elle explique voir la nécessité d'une telle politique après avoir été l'une des rares bureaucrates femmes dans les ministères japonais vers la fin du XXe siècle, avec seulement d'autres femmes ayant eu des postes à responsabilités, comme Yoriko Kawaguchi, ou Harumi Takahashi. Elle se déclare également opposée à la reconnaissance du mariage homosexuel.  

## Vie privée
Ōta est mariée à un employé de banque. Pour cause d'infertilité, elle n'a pas d'enfants.

## Controverses
Ōta provoque une polémique dans le monde du sumo au cours de ses mandats car, en tant que gouverneure, elle doit remettre chaque année un prix au champion du tournoi d'Osaka en mars, mais, en tant que femme, il lui est interdit de pénétrer dans le ring de sumo. En effet, selon les règles de l'association japonaise de sumo, les femmes ne peuvent entrer à l'intérieur du cercle de combat, le dohyō, car le site serait « violé » par une femme « impure » qui y entrerait,. Ōta est donc obligée de remettre la coupe dans les tribunes ou d'envoyer un représentant masculin à sa place. Elle conteste à plusieurs reprises les règles de l'association de sumo en demandant à être autorisée à accomplir le rôle traditionnel du gouverneur, mais ses demandes sont rejetées à chaque fois durant son mandat,.